# José Rafael de Gallegos y Alvarado
Pour les articles homonymes, voir Gallegos et Alvarado.
José Rafael de Gallegos y Alvarado (né en 1784 à Cartago – mort en 1850 à San José) fut, de 1822 à 1823, est un homme d'État, président de la junte à la tête du Costa Rica puis le président du Costa Rica, de 1833 à 1835.